# Delwiensia pattersonii
Delwiensia pattersonii là một loài thực vật có hoa trong họ Cúc. Loài này được (A. Gray) W.A. Weber & R.C. Wittmann mô tả khoa học đầu tiên năm 2009.